# Staza (teorija grafova)
Staza, pojam iz teorije grafova. Vrsta je šetnje. U toj vrsti šetnje svi su bridovi međusobno različiti. Ako je staza zatvorena, zove se tura. Ako se točno jedanput pojavljuju u stazi svi bridovi u grafu, onda je to Eulerova staza. Pisano simbolima, 
Ako su na stazi {\displaystyle W} svi vrhovi {\displaystyle v_{1},\dots v_{k}} međusobno različiti, šetnju se naziva put. Ako su svi bridovi {\displaystyle e_{1},\dots ,e_{k}} u šetnji {\displaystyle W=v_{0}e_{1}v_{1}\dots e_{k}v_{k}} međusobno razlčiti, onda je šetnja {\displaystyle W} staza.